# Johann Standmann
Johann Standmann (* 11. April 1963) ist ein ehemaliger österreichischer Skilangläufer.

## Werdegang
Standmann, der für den Union Rosenbach, Sankt Jakob im Rosental startete, belegte bei den Nordischen Junioren-Skiweltmeisterschaften 1983 in Kuopio den 40. Platz über 10 km und den neunten Rang mit der Staffel. Bei den Olympischen Winterspielen 1988 in Calgary lief er auf den 44. Platz über 30 km klassisch, auf den 42. Rang über 15 km klassisch auf den 36. Platz über 50 km Freistil. Zudem wurde er dort zusammen mit André Blatter, Alois Schwarz und Alois Stadlober Zehnter in der Staffel.

## Familie
Johann Standmann ist der Bruder des Langläufers Martin Standmann.